# Ornebius dilatatus
Ornebius dilatatus is een rechtvleugelig insect uit de familie Mogoplistidae. De wetenschappelijke naam van deze soort is voor het eerst geldig gepubliceerd in 1901 door Brancsik.